# 2007 w nauce

## Astronomia
- David L. Lambert – Nagroda Henry Norris Russell Lectureship przyznawana przez American Astronomical Society.
- Robert Kennicutt – Nagroda Dannie Heineman Prize for Astrophysics przyznawana przez American Astronomical Society.

## Nagrody
- Nagrody Nobla
  - Laureaci Nagrody Nobla w dziedzinie fizjologii lub medycyny: Mario Capecchi, Oliver Smithies i Martin Evans
  - Laureaci Nagrody Nobla w dziedzinie fizyki: Albert Fert i Peter Grünberg
  - Laureaci Nagrody Nobla w dziedzinie chemii: Gerhard Ertl
- Nagroda Abela w dziedzinie matematyki: S.R. Srinivasa Varadhan